# Cyclaspis concinna
Cyclaspis concinna är en kräftdjursart som beskrevs av Hale 1944. Cyclaspis concinna ingår i släktet Cyclaspis och familjen Bodotriidae. Inga underarter finns listade i Catalogue of Life.